# كيفن ستيوارت (لاعب اتحاد الرغبي)
كيفن ستيوارت (بالإنجليزية: Kevin Stuart)‏ هو لاعب اتحاد الرغبي نيوزيلندي، ولد في 19 سبتمبر 1928 في دنيدن في نيوزيلندا، وتوفي في 12 أبريل 2005 في هافلوك الشمالية ‏ في نيوزيلندا.